# 다다미정
다다미정(일본어: 只見町 다다미마치[*])은 일본 후쿠시마현 미나미아이즈군의 정이다.

## 지리
일본 유수의 폭설 지대이다. 또 정역을 흐르는 다다미강에는 복수의 댐이 있어 수력 발전의 기지가 되고 있다.

## 역사
다다미는 예전에는 양잠, 소금 생산으로 번창한 장소로 광산도 많이 있던 곳이었다. 그러나 제2차 세계 대전 종전 후 정을 흐르는 다다미강의 전원개발은 급속한 진전을 보였고 지금은 댐이 정의 명물이다.
- 1889년 4월 1일 - 정촌제 시행으로 후자와촌, 고야나촌, 야하타촌, 이호촌, 아사히촌이 성립하였다.
- 1940년 11월 5일 - 후자와촌·고야나촌·야하타촌 등 3개 촌이 합병하여 메이와촌이 신설되었다.
- 1952년 11월 3일 - 이호촌을 다다미촌으로 개칭하였다.
- 1955년 7월 20일 - 다다미촌, 메이와촌 등 2개 촌이 합병하여 다다미촌이 신설되었다.
- 1959년 8월 1일 - 다다미촌에 아사히촌이 편입되고 정으로 승격해 다다미정이 되었다.

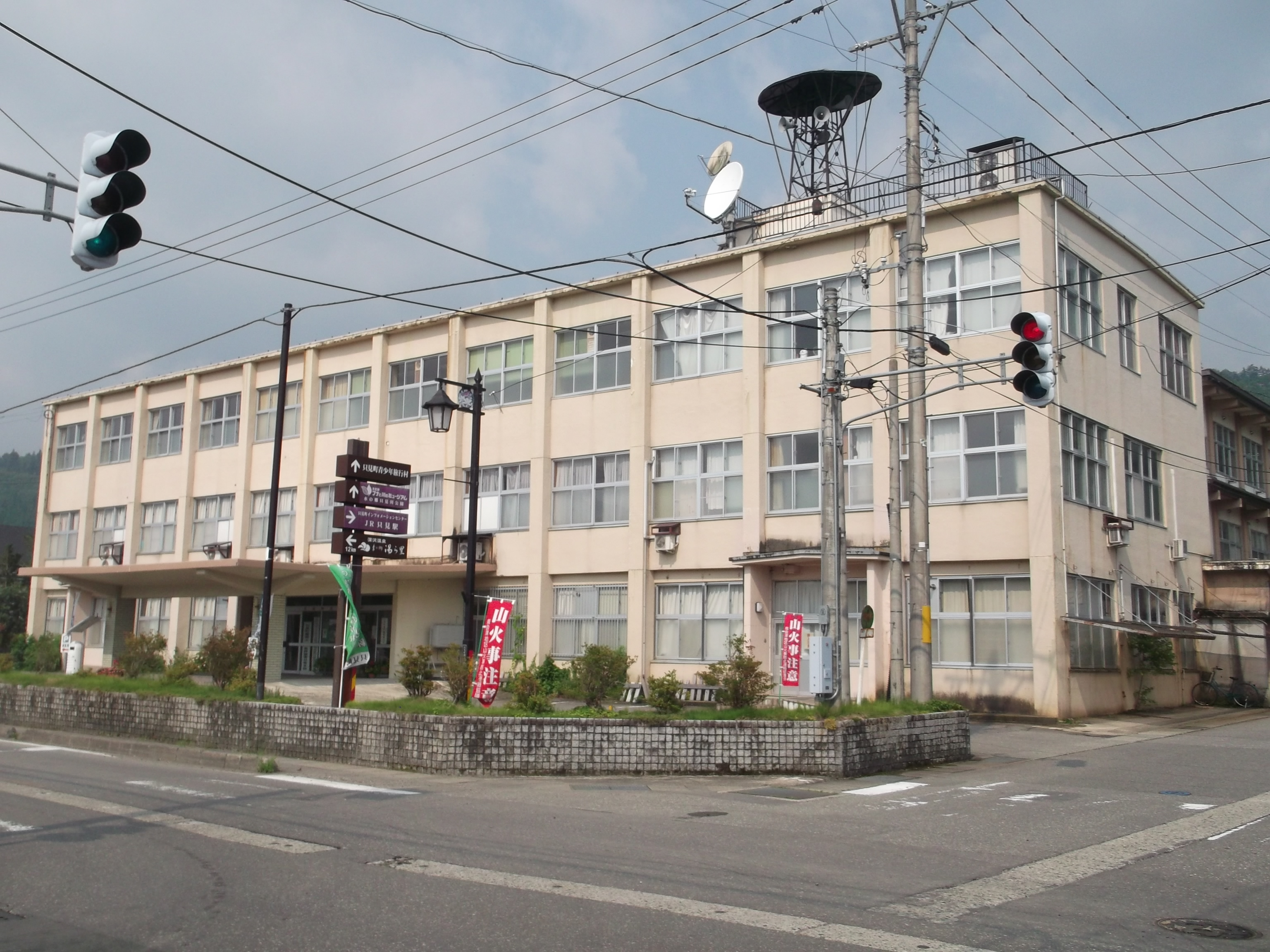
다다미정 사무소

## 교통

### 철도
- 동일본 여객철도 다다미선

### 도로
- 국도 252호선(일본어판)
- 국도 289호선

## 인구
| 연도 | 인구   | ±%     |
| ---- | ------ | ------ |
| 1920 | 7,009  | —      |
| 1930 | 7,728  | +10.3% |
| 1940 | 8,869  | +14.8% |
| 1950 | 10,434 | +17.6% |
| 1960 | 12,341 | +18.3% |
| 1970 | 8,838  | −28.4% |
| 1980 | 7,271  | −17.7% |
| 1990 | 6,170  | −15.1% |
| 2000 | 5,557  | −9.9%  |
| 2010 | 4,932  | −11.2% |

## 기후
| 다다미정의 기후                                              | 다다미정의 기후 | 다다미정의 기후 | 다다미정의 기후 | 다다미정의 기후 | 다다미정의 기후 | 다다미정의 기후 | 다다미정의 기후 | 다다미정의 기후 | 다다미정의 기후 | 다다미정의 기후 | 다다미정의 기후 | 다다미정의 기후 | 다다미정의 기후 |
| 월                                                           | 1월             | 2월             | 3월             | 4월             | 5월             | 6월             | 7월             | 8월             | 9월             | 10월            | 11월            | 12월            | 연간            |
| ------------------------------------------------------------ | --------------- | --------------- | --------------- | --------------- | --------------- | --------------- | --------------- | --------------- | --------------- | --------------- | --------------- | --------------- | --------------- |
| 역대 최고 기온 °C (°F)                                       | 11.8 (53.2)     | 15.7 (60.3)     | 19.6 (67.3)     | 28.4 (83.1)     | 33.3 (91.9)     | 33.6 (92.5)     | 36.2 (97.2)     | 36.5 (97.7)     | 35.3 (95.5)     | 30.8 (87.4)     | 24.3 (75.7)     | 18.8 (65.8)     | 36.5 (97.7)     |
| 일평균 최고 기온 °C (°F)                                     | 2.2 (36.0)      | 3.0 (37.4)      | 6.6 (43.9)      | 13.8 (56.8)     | 21.3 (70.3)     | 24.7 (76.5)     | 28.0 (82.4)     | 29.5 (85.1)     | 24.8 (76.6)     | 18.4 (65.1)     | 11.8 (53.2)     | 5.1 (41.2)      | 15.8 (60.4)     |
| 일일 평균 기온 °C (°F)                                       | −1.2 (29.8)     | −1.0 (30.2)     | 1.6 (34.9)      | 6.8 (44.2)      | 13.8 (56.8)     | 18.5 (65.3)     | 22.4 (72.3)     | 23.4 (74.1)     | 19.2 (66.6)     | 12.8 (55.0)     | 6.3 (43.3)      | 1.3 (34.3)      | 10.3 (50.5)     |
| 일평균 최저 기온 °C (°F)                                     | −4.2 (24.4)     | −4.6 (23.7)     | −2.5 (27.5)     | 1.3 (34.3)      | 7.3 (45.1)      | 13.6 (56.5)     | 18.4 (65.1)     | 19.3 (66.7)     | 15.4 (59.7)     | 9.0 (48.2)      | 2.6 (36.7)      | −1.6 (29.1)     | 6.2 (43.2)      |
| 역대 최저 기온 °C (°F)                                       | −16.1 (3.0)     | −19.6 (−3.3)    | −16.3 (2.7)     | −7.3 (18.9)     | −0.7 (30.7)     | 4.0 (39.2)      | 10.8 (51.4)     | 11.2 (52.2)     | 5.0 (41.0)      | −5.8 (21.6)     | −10.1 (13.8)    | −14.9 (5.2)     | −19.6 (−3.3)    |
| 평균 강수량 mm (인치)                                        | 302.3 (11.90)   | 216.3 (8.52)    | 164.7 (6.48)    | 114.6 (4.51)    | 100.4 (3.95)    | 147.0 (5.79)    | 321.1 (12.64)   | 196.3 (7.73)    | 151.8 (5.98)    | 176.5 (6.95)    | 227.4 (8.95)    | 321.7 (12.67)   | 2,445.9 (96.30) |
| 평균 강설량 cm (인치)                                        | 387 (152)       | 300 (118)       | 195 (77)        | 82 (32)         | 4 (1.6)         | 0 (0)           | 0 (0)           | 0 (0)           | 0 (0)           | 0 (0)           | 16 (6.3)        | 256 (101)       | 1,233 (485)     |
| 평균 강우일수 (≥ 1.0 mm)                                     | 24.4            | 20.4            | 19.5            | 14.2            | 12.1            | 13.2            | 16.2            | 13.6            | 14.0            | 15.2            | 18.3            | 23.2            | 204.3           |
| 평균 강설일수 (≥ 3 cm)                                       | 23.5            | 20.5            | 20.7            | 13.0            | 0.6             | 0               | 0               | 0               | 0               | 0.1             | 1.9             | 14.9            | 95.2            |
| 평균 월간 일조시간                                           | 34.1            | 52.3            | 91.7            | 149.8           | 186.7           | 139.5           | 130.9           | 163.2           | 119.0           | 102.0           | 80.0            | 44.4            | 1,295.4         |
| 출처: 일본 기상청 (평년값: 1991년~2020년, 극값: 1976년~현재) |                 |                 |                 |                 |                 |                 |                 |                 |                 |                 |                 |                 |                 |

## 자매 도시
- 일본 지바현 가시와시